# La Reine des cartels
Pour plus de détails, voir Fiche technique et Distribution.
La Reine des cartels (Cocaine Godmother) est un téléfilm dramatique biographique américain de Guillermo Navarro produit par Asylum Entertainment pour la chaîne de télévision américaine Lifetime. Il narre la vie de la trafiquante de drogue colombienne Griselda Blanco.
Le film est présenté au festival du film Camerimage en novembre 2017, et est diffusé pour la première fois le 20 janvier 2018 aux États-Unis. En France, la première diffusion a lieu le 19 novembre 2018 sur TF1 Séries Films.

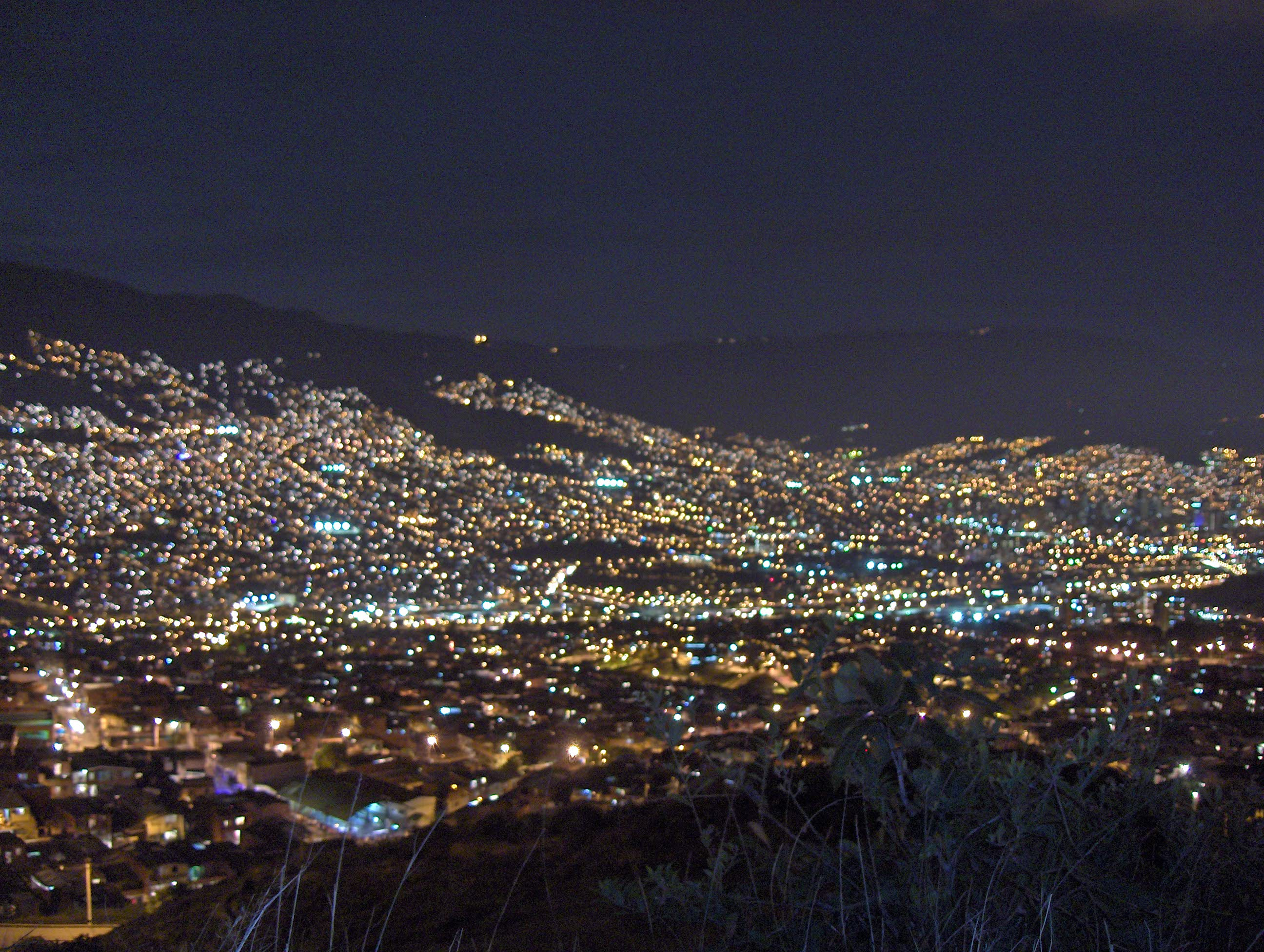
Medellín, ville d’enfance de Blanco.

## Synopsis
Élevée dans la misère des bidonvilles de Medellín en Colombie, Griselda Blanco s’envole pour les États-Unis au début des années 1970. Elle devient rapidement la pionnière du trafic de cocaïne à Miami, dirigeant un vaste réseau de narcotrafiquants dont les affaires rapportent près de 80 000 000 $ par mois. En coulisses, cette mère de quatre enfants, mariée trois fois (et responsable de la mort de deux de ses époux), mentor de Pablo Escobar, est autant adulée que crainte.

## Fiche technique
Sauf indication contraire, les informations mentionnées dans cette section peuvent être confirmées par la base de données cinématographiques IMDb,  présente dans la section « Liens externes ».
- Titre original : Cocaine Godmother
- Titre français : La Reine des cartels (pour sa diffusion sur TF1 Séries Films en novembre 2018)
- Réalisation : Guillermo Navarro
- Scénario : David McKenna
- Décors : Eric Fraser
- Costumes : Jori Woodman
- Photographie : Guillermo Navarro
- Montage : Luis Carballar
- Musique : Eduardo Aram
- Production : Jamie Goehring, Jonathan Koch, Steven Michaels, Alisa Tager, Shawn Williamson
- Société de production : Asylum Entertainment
- Sociétés de distribution : Lifetime
- Pays d’origine :  États-Unis
- Langue originale : anglais
- Format : couleur
- Genre : drame biographique
- Durée : 100 minutes
- Dates de sortie et diffusion[3] :
  -  France : 
    - 17 octobre 2017 (MIPCOM 2017 - sélection)[4]
    - 19 novembre 2018 (diffusion sur TF1 Séries Films)

  -  Pologne : 12 novembre 2017 (Camerimage 2017 – hors-compétition)
  -  États-Unis : 20 janvier 2018 (diffusion sur Lifetime)

## Distribution
- Catherine Zeta-Jones (VF : Rafaèle Moutier) : Griselda Blanco
- Raúl Mendez (VF : Constantin Pappas) : Darío Sepúlveda, troisième époux de Blanco
- Juan Pablo Espinosa : Alberto Bravo, second époux de Blanco
- Alejandro Edda : Rudy, l’homme de main de Blanco
- Warren Christie (VF : Gilduin Tissier) : Jimmy, agent de la D.E.A.
- Jenny Pellicer (VF : Laëtitia Lefebvre) : Carolina, maitresse de Blanco
- Darcy Laurie : Pablo Escobar

## Production

### Genèse et développement
Après le décès de Blanco en 2012, plusieurs studios se positionnent pour adapter la vie de la marraine sur grand écran. L’acteur et  producteur Mark Wahlberg est notamment intéressé par un tel projet, avec Jennifer Lopez en tête d’affiche.
En octobre 2014, l’actrice Catherine Zeta-Jones est annoncée pour incarner Blanco dans un film intitulé The Godmother. Alors que le tournage du film n’a toujours pas commencé, il est annoncé en mai 2017 que la comédienne incarnera finalement le personnage à la télévision, via la chaîne Lifetime.
Pour l’actrice, le choix du support télévisuel plutôt que cinématographique permettra au film d’être davantage vu face à la concurrence des « blockbusters à 200 000 000 $ ». Lors du MIPCOM de Cannes, Zeta-Jones ajoute :
« Les vraies histoires humaines sont devenues rares au cinéma. »

### Distribution des rôles

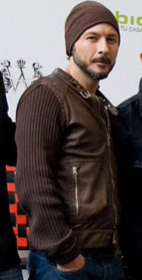
Raúl Mendez, ici en 2013, incarne Darío Sepúlveda, premier époux de Blanco.

La participation de Catherine Zeta-Jones comme rôle-titre est donc confirmée le 2 mai 2017. Le 8 juin 2017, les acteurs Jenny Pellicer, Raúl Mendez, José Julián, Warren Christie et Juan Pablo Espinosa sont annoncés.
Raúl Mendez avait déjà collaboré avec Catherine Zeta-Jones pour les besoins du film d'aventure La Légende de Zorro en 2005. Il retrouve ici une nouvelle fois l’univers des cartels de la drogue, après sa participation dans la série Narcos.
Il en est de même pour le réalisateur Guillermo Navarro qui avait réalisé deux épisodes de Narcos.

### Tournage
Le tournage du film commence en juin 2017 à Vancouver en Colombie-Britannique pour une durée de quatre semaines.
Des scènes en boîtes de nuit sont notamment tournées dans l’ancien Babylon Nightclub de Vancouver. L’équipe du film s’est également rendue au Sullivan Park pour des scènes en plein air.
Le tournage se termine à Medellín en Colombie en juillet 2017 pour les scènes narrant la jeunesse de Blanco.

## Distinctions
- Sélectionné au MIPCOM de Cannes en 2017.
- Présenté hors-compétition au festival Camerimage 2017.
- Nommé comme meilleur téléfilm aux Women's Image Awards 2019.
- Nommé comme meilleure actrice dans une mini-série ou un téléfilm aux Women's Image Awards 2019 pour Catherine Zeta-Jones.